# Marcel Reine
Pour les articles homonymes, voir Reine (homonymie).
Marcel Reine, né le 1er décembre 1901 à Aubervilliers et mort le 27 novembre 1940 en Méditerranée, est un aviateur français. Il est l'un des  pionniers des grandes lignes aéropostales de l'Entre-deux-guerres.

## Biographie

### Famille et formation
Sa famille est originaire de Bransles (aujourd'hui en Seine-et-Marne). Il a 4 frères et ses parents tiennent commerce aux Halles de Paris.
Après avoir passé avec succès son brevet militaire (N° 18866) au Centre d'Instruction de Avors, le 21 février 1921, il obtient son brevet civil (N° 18251), le 9 mai suivant, à l'école de pilotage Morane-Saulnier, avec comme moniteur, Mr Fronval. Le 9 avril, il avait rejoint la 8e Escadrille du 32e Régiment d'Aviation, puis l'École de chasse de Avors. C'est à cette occasion qu'il rencontrera pour la première fois Antoine de Saint-Exupéry, dont il sera occasionnellement, l'instructeur à ses débuts. Il est nommé au grade de sergent, le 7 février 1922 et libéré de ses obligations militaires le 29 mai 1923.

### L'Aéropostale
En 1924, il est employé à Montrouge, et son statut de réserviste lui permet d'aller voler une heure par mois à Orly, au Centre d'entraînement civil ouvert aux réservistes. Il entre aux Lignes aériennes Latécoère (future Aéropostale) le 30 décembre 1924 et reçoit le brevet de transport public no 0842, le 31 décembre. Il y rencontre d'abord Jean Mermoz, puis les années suivantes, Henri Guillaumet et Antoine de Saint-Exupéry, nouvellement embauchés sur la ligne. Après la classique période d'apprentissage aux ateliers Latécoère, imposée par le directeur d'exploitation, Didier Daurat, il est, dans un premier temps affecté sur le tronçon, Toulouse-Casablanca, puis Casablanca-Dakar.

### Sauvetage de l'équipage de l'Uruguay
Le 5 mars 1927, il participe au sauvetage de l'équipage de l'hydravion uruguayen, composé du pilote, le commandant Taddeo Larre-Borges et de son frère, le capitaine Glauco Larre-Borges, le radio, du second pilote et navigateur, le capitaine Ibarra, et du mécanicien Rigoli. Ces derniers, partis pour une tentative de tour du monde, le 20 février 1927 au matin, de Marina de Pise, en Italie, avaient ensuite rejoint Malaga, en Espagne avant de se poser à Casablanca, au Maroc, pour envisager ensuite la traversée de l'Atlantique-Sud. Ils disparaissent le 2 mars, alors qu'ils volent en direction des îles Canaries. Les équipages de la ligne Latécoère, effectuant des vols réguliers le long de la côte atlantique finissent par repérer l'épave de l'hydravion, un Dornier Wal, bimoteur Farman de 500 cv, baptisé Uruguay, dérivant à 100 kilomètres, au nord de Tarfaya (cap Juby), les quatre hommes d'équipage ayant été capturés par les Maures, après avoir dérivé vers la côte, en terrain hostile. La rançon pour leur libération, qui s'élevait à 5 000 pesetas, sera apportée par les pilotes français, Marcel Reine et Léon Antoine, qui enlèveront les captifs, au prix d'un sauvetage épique et auxquels les Uruguayens seront reconnaissants pour toujours.

### Trois fois captif des Maures
Le 21 décembre 1925, Marcel Reine est, une première fois, fait prisonnier par les tribus nomades, avec son interprète chleuh, alors qu'il avait décollé, depuis une heure et demie, d'Agadir, en direction de Dakar, et qu'il dut poser son Breguet XIV en plein désert, moteur en feu. Au contact du sol, il faucha son train d'atterrissage sur un terrain irrégulier qui empêcha toute tentative de sauvetage immédiat au second avion, qui accompagnait toujours le courrier, ce dernier retournant à Agadir prévenir les autorités.  Aussitôt entourés de rebelles qui pillèrent l'appareil, et blessèrent l'interprète au couteau, il est emmené et roué de coups par les « Hommes bleus » du désert et ne recouvre la liberté qu'au bout de cinq jours et couvert de vermine, contre une rançon s'élevant à 4 500 francs. L'année suivante, le 17 octobre 1926, avec le pilote Georges Pivot, avec qui il avait eu droit à quelques remontrances de la part de Daurat, pour « fantaisie en vol et excentricité nocturne » à Casablanca, au mois d'avril précédent, il est une nouvelle fois fait prisonnier après un atterrissage forcé en territoire rebelle. Cette captivité durera une semaine. Mais le plus dur restait encore à venir pour ce pilote chevronné, puisqu'un peu plus d'un an et demi plus tard, le 30 juin 1928, alors qu'il vole aux commandes d'un Laté 26, accompagné de l'ingénieur polytechnicien, Édouard Serre, et de leur interprète, Abdallah, de Toulouse vers Dakar, son avion est pris dans la brume et il heurte une falaise qui lui arrache son train d'atterrissage, l'obligeant à se poser près du Cap Bojador, en territoire insoumis. L'avion capote sur le sol, mais les trois hommes s'en tirent sains et saufs. S'ensuit alors une longue marche pour essayer de rejoindre Villa Cisneros, l'aéroplace la plus proche. Mais bientôt capturés par une tribu de Maures R'Gibat, ils sont emmenés à travers le désert, de campement en campement, dans des conditions particulièrement difficiles. Les recherches, lancées par Antoine de Saint-Exupéry, alors chef d'escale à Cap Juby, ne donnent absolument rien dans un premier temps, avant qu'une demande de rançon ne soit exigée par les ravisseurs, pas moins de un million de fusils en échange de la libération de l'équipage ! Après négociation, Antoine de Saint-Exupéry réussit à faire ravitailler les prisonniers et à faire ramener la monnaie d'échange à seulement 20 fusils et 6 000 cartouches, accompagnés d'une importante somme d'argent. Le calvaire des trois hommes prit fin le 24 octobre 1928, soit après 117 jours de captivité, quand ils furent ramenés par bateau à Villa Cisneros.

### L'Amérique du Sud
Marcel Reine est affecté en Amérique du Sud, en 1929, d'abord sur le tronçon reliant, Buenos-Aires à Asuncion, puis vers Rio de Janeiro, et enfin Santiago du Chili où, à la manière d'Henri Guillaumet, il effectue de nombreux passages sur la cordillère des Andes. Il est également spécialiste des vols de nuit, et participe, entre le 11 et le 15 mai 1930, au premier courrier 100 % aérien, entre Toulouse et Santiago du Chili.

### Raid Paris-Santiago du Chili

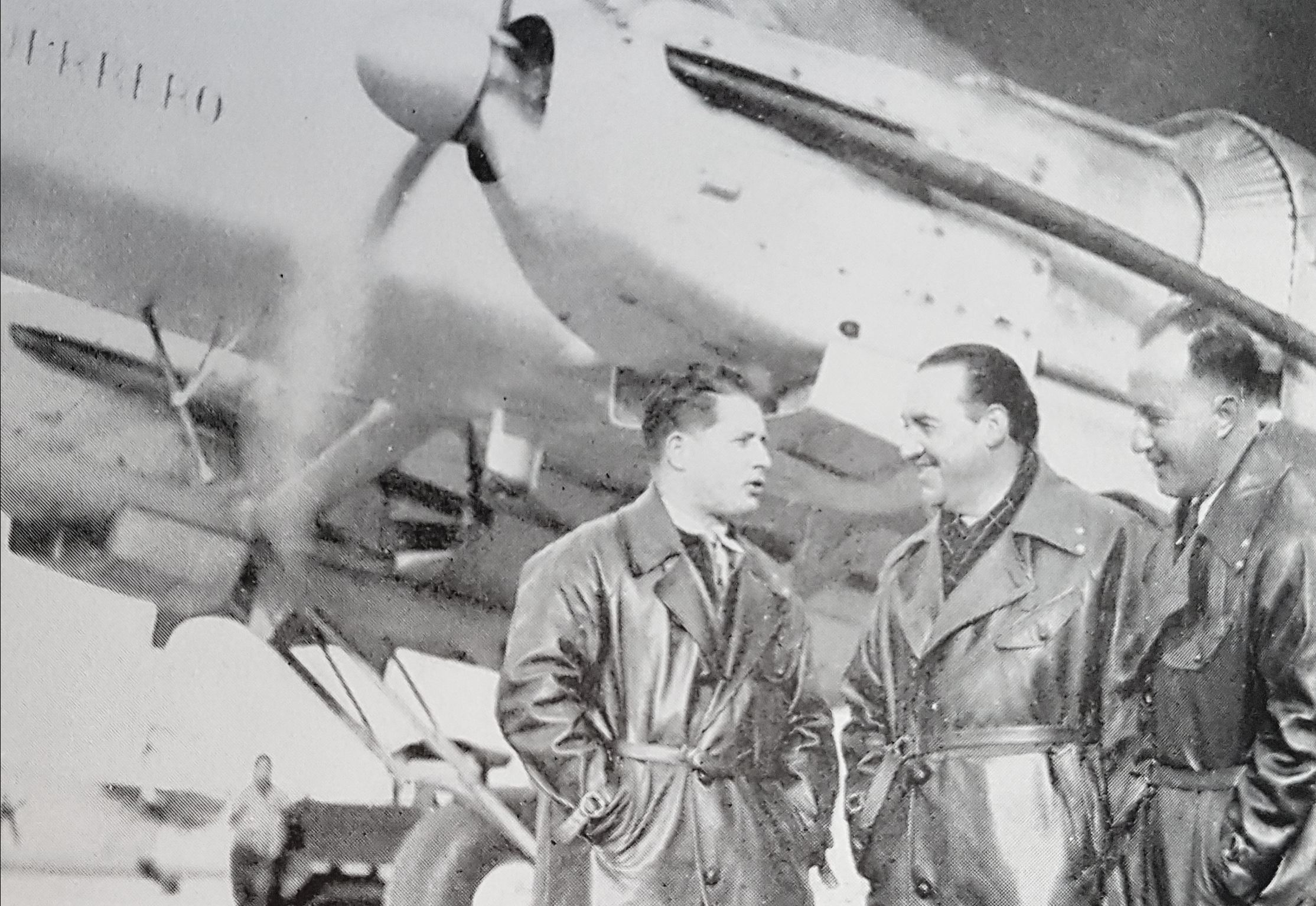
Reine, Codos et Gimié devant le Chef Pilote Laurent Guerrero

Le 21 novembre 1937, il effectue, en tant que copilote de Paul Codos, avec le radio, Léopold Gimié et le mécanicien, Edmond Vautier, « tous des chevronnés de l’Air », selon Codos, un raid aller-retour, Paris-Santiago du Chili en parcourant plus de 25 000 km à bord d’un avion Farman F.223.O1, immatriculé F-APUZ, et baptisé "Chef Pilote Laurent Guerrero", en souvenir de ce pilote de 35 ans, disparu au mois d'octobre précédent, dans la région d’Agadir, lors d’un convoyage de courrier vers Natal, aux commandes du Dewoitine D.333 "Antarès". Le vol aller, d'une distance de 13 789 km, fut réalisé en 58 heures et 42 minutes, avec une seule escale.

### Disparition
Le 2 juillet 1940, moins d'un mois après l'armistice, et à la suite de l'interdiction de vol au-dessus de l'océan, par le commandement allemand, il fait partie du dernier équipage d'Air France, à effectuer la liaison postale sur l'Atlantique-Sud, à bord du Farman 2200 Ville de Natal. Plus de quatre mois plus tard, le 27 novembre 1940, il décolle de Marignane pour son dernier vol, en tant que second pilote de Guillaumet « le survivant des Andes », sur un avion Farman F.223.4, immatriculé F-AROA, aux couleurs d'Air France et baptisé Le Verrier.  
Leur équipage est également composé de Jean Le Duff, le radio, et des mécaniciens Franquès et Montaubin. Leur mission est de transporter vers la Syrie, le nouveau haut-commissaire de la France au Levant Jean Chiappe, accompagné en second passager du capitaine Nicolas.  En raison de la guerre, la veille même, Paul Codos, qui effectuait le vol inverse, entre Bizerte et Marseille, aux commandes du Laté 522 Ville de St Pierre, avait largement contourné la zone sensible de Malte. En revanche, l'équipage du Verrier dut obéir aux ordres et prendre le trajet soumis par l'armistice italien, en direction de Bizerte, en Tunisie, la seule étape prévue à leur voyage sur Beyrouth.  
On leur assura que leur avion civil, à grandes bandes jaunes d'identification, était identifiable par les belligérants. La première partie du vol se déroula parfaitement, sous un ciel dégagé avec une mer calme, permettant au radio de communiquer régulièrement son message « TVB ». Mais, au large de la Sardaigne, le Farman est soudainement pris à partie par des chasseurs italiens engagés dans une bataille aéronavale contre les Britanniques et abattus par erreur, Le Duff ayant juste le temps de lancer un dernier appel de détresse ; « Sommes mitraillés ! Avion en feu ! SOS ! SOU... » (En signal morse, le « S » étant signifié par trois points courts, et le « U » par deux points courts et un trait long, il est a imaginer que le radiotélégraphiste se soit écroulé sur son poste lors du dernier appuis sur la touche).  
La thèse, principalement défendue par le régime de Vichy, allié des Italiens, que l'avion ait été abattu par les Britanniques est toujours discutée aujourd'hui, Chiappe pouvant avoir représenté une menace pour les intérêts britanniques au Proche-Orient, Pierre Laval, alors vice-président du Conseil, avait protesté auprès des Britanniques qu'il accusait, comme certains journaux italiens, d'avoir abattu l'appareil. Mais différentes enquêtes et témoignages attestent aujourd'hui des communications d'un pilote italien ayant annoncé avoir abattu « un gros avion inconnu ». 
Lors de sa disparition, Marcel Reine comptabilisait 9 100 heures de vol, dont 81 traversées de l'Atlantique-Sud, pour une distance totale de 1 500 000 kilomètres parcourus.

## Distinctions
- Chevalier de la Légion d'honneur, en date du 9 août 1927.
- Commandeur du Ouissam alaouite, en novembre 1928.
- Officier de l'Ordre de l'Étoile noire de Bénin, en décembre 1928.
- Médaille d'or de l'Aéro-club du Maroc.
- Officier du Mérite chilien.
- Prix du pilote de ligne, en 1930.
- Médaille d'argent de la Ligue aéronautique de France.
- Médaille d'honneur de la Fédération Nationale de Sauvetage, en 1933.
- Officier de la Légion d'honneur, en date du 5 août 1934. Rang du 19 janvier 1935, pris sur le rapport du Ministre de l'Air. Journal officiel du 8 août 1934. Titres exceptionnels, "magnifique pilote faisant preuve en toutes circonstances d'un moral au-dessus de toute défaillance. 5 300 heures de vol."

## Hommages
- Citation à l'ordre de la Nation :
« Reine, Marcel, pilote doué d'une haute valeur morale et de qualités professionnelles hors pair. Affecté dès ses débuts sur la ligne Casablanca-Dakar, s'affirme par son audace et sa maîtrise. Deux fois prisonnier des Maures à la suite d'atterrissages forcés. A effectué 81 traversées de l'Atlantique Sud et des passages répétés de la Cordillère des Andes. Spécialiste des vols de nuit, l'un des réalisateurs des grandes lignes aériennes postales. Farouchement attaché à cette mystique du courrier, riche des plus nobles émulations et des plus hautes vertus. A trouvé une mort glorieuse en service commandé au-dessus de la Méditerranée le 27 novembre 1940, son appareil ayant été abattu. Comptait 9 100 heures de vol et 1 500 000 kilomètres parcourus sur les lignes commerciales. »

## Dans la culture
- Son personnage apparaît dans la mini-série, L'Aéropostale, courrier du ciel de Gilles Grangier, diffusée sur FR3, entre décembre 1980 et janvier 1981, sous les traits du comédien, Jean-Paul Tribout.
- Dans le téléfilm Saint-Exupéry : La Dernière Mission de Robert Enrico (1994), son rôle est joué par le comédien Geoffroy Thiebaut.
- Joseph Kessel lui consacre un portrait dans son livre de souvenirs « Tous n’étaient pas des anges ».